# Arquidiocese de Régio da Calábria-Bova
A Arquidiocese de Régio da Calábria-Bova (Archidiœcesis Rheginensis-Bovensis) é uma circunscrição eclesiástica da Igreja Católica situada em Régio da Calábria e Bova, na Itália. Seu atual arcebispo é Fortunato Morrone. Sua Sé é a Catedral Basílica di Maria Santissima Assunta in Cielo e a sua cocatedral é a Cocatedral della Presentazione della Beata Vergine Maria de Bova.
Possui 120 paróquias servidas por 149 padres, abrangendo uma população de 279 000 habitantes, com 98,6% da dessa população jurisdicionada batizada (275 000 católicos).

## História

### Sé de Reggio da Calabria
A arquidiocese de Reggio tem suas raízes na pregação do apóstolo Paulo no ano 61. Segundo a história dos Atos dos Apóstolos (28-13), em sua viagem a Roma, Paulo, depois de ter zarpado de Siracusa, desembarcou em Reggio onde passou a noite antes de partir no dia seguinte. Segundo a tradição, Paulo teve tempo para pregar o evangelho e converter muitos à nova fé: deixou um dos seus companheiros de viagem, Estêvão de Niceia, como seu primeiro bispo, juntamente com Suera, à comunidade nascente. A liturgia celebra estes eventos nos dias 21 de maio e 5 de julho.
Reggio tornou-se assim o centro da difusão do evangelho em toda a Calábria, como sublinhou o Papa João Paulo II no discurso proferido em 7 de outubro de 1984: "Ao tocar o solo desta cidade, sinto uma emoção viva considerando que há quase dois mil anos, Paulo de Tarso, e que aqui o apóstolo do povo acendeu a primeira tocha da fé cristã: daqui o cristianismo iniciou o seu caminho em terras calabresas, expandindo-se em todas as direções, tanto para a costa jônica como para o Tirreno".
O primeiro bispo documentado historicamente foi Lúcio, seguido por Bonifácio, destinatário de diversas cartas de Gregório Magno. Destes aprendemos que a diocese de Carini na Sicília, em estado de abandono, foi entregue sob administração de Bonifácio (setembro de 595).
A partir de 536 a cidade foi ocupada pelos bizantinos e a comunidade cristã passou progressivamente do rito latino para o rito grego. A partir da primeira metade do século VIII as dioceses bizantinas do sul da Itália foram retiradas do patriarcado de Roma e incluídas no Patriarcado de Constantinopla. É neste contexto que Reggio foi elevada à categoria primeiro de arquidiocese e depois de sé metropolitana, conforme documentado pela Notitiae Episcopatuum do patriarcado a partir do século IX.
Segundo a Notitia escrita na época do imperador Leão VI (886-912) e que remonta ao início do século X (por volta de 901-902), as seguintes sufragâneas dependiam de Reggio: Vibona, Tauriana, Locri, Rossano, Squillace, Tropea, Amantea, Crotone, Nicotera, Cosenza, Bisignano e Nicastro. Porém, já no final do século X, com a fundação da sé metropolitana de Salerno (de rito latino), os Provinciais Romanos e uma bula do Papa João XV em 994 atribuíram as dioceses de Bisignano e Cosenza à Sé da Campânia. Esta é uma indicação do conflito jurisdicional entre os dois patriarcados de Roma e Constantinopla, que viu o conflito especialmente no norte da Calábria.
Com a conquista normanda da região (século XI), todas as igrejas voltaram a ficar sob a dependência da Igreja de Roma. Neste contexto, no século XI Reggio cedeu alguns territórios em vantagem da ereção das novas dioceses normandas de Bova e Oppido, que se tornaram sufragâneas de Reggio juntamente com Cassano e Martirano. A transição da dominação bizantina para a normanda e da obediência de Constantinopla para a romana não foi pacífica para Reggio; o último metropolita grego, Basílio, não conseguiu tomar posse da sua sé e iniciou uma campanha de difamação do papa e dos novos conquistadores, amplificada pela gravidade das relações entre os dois patriarcados após o cisma de 1054.
A reforma das circunscrições eclesiásticas do Reino das Duas Sicílias implementada em 27 de junho de 1818 com a bula De utiliori do Papa Pio VII não trouxe mudanças substanciais à província eclesiástica de Reggio. Foram confirmadas as sufragâneas de Bova, Catanzaro, Crotone, Gerace, Nicastro, Oppido, Squillace, Cassano, Nicotera e Tropea (unidas aeque principaliter).

### Sé de Bova
A diocese de Bova surge pela primeira vez no século XI e sempre foi sufragânea da arquidiocese de Régio da Calábria, como demonstra a bula Sicut in humanis do Papa Alexandre III de 19 de novembro de 1165 e o De utiliori do Papa Pio VII de 27 de junho de 1818.
O primeiro bispo de que se tem notícias é Lucas, que aparece num diploma de 1094. Restam o testamento e algumas cartas deste bispo, documentos publicados pela primeira vez em 1960, dos quais se deduz que Lucas foi, num determinado período, "administrador da grande sé metropolitana de Reggio" no contexto da disputa que opôs Basílio, o último metropolita grego de Reggio, e os normandos. Isto levar-nos-ia a pensar que Luca já ocupava a sé de Bova desde a década de 1170 e que era um bispo grego, a quem foi confiada a tarefa de cuidar dos fiéis gregos em Aspromonte e Reggio.
Em 12 de março de 1941, Enrico Montalbetti, arcebispo de Régio da Calábria, também foi nomeado bispo de Bova, unindo assim as duas sés in persona episcopi.

### Sés unidas de Régio da Calábria e Bova
Em 30 de setembro de 1986, com o decreto Instantibus Votis da Congregação para os Bispos, a arquidiocese de Régio da Calábria e a diocese de Bova foram unidas com a fórmula plena unione e a nova circunscrição eclesiástica assumiu o nome atual.
Com a bula Maiori Christifidelium do Papa João Paulo II de 30 de janeiro de 2001, a arquidiocese de Régio da Calábria-Bova passou a ter as atuais sufragâneas.

## Prelados

### Sé de Régio da Calábria
- Estêvão de Niceia (século I)
- Lúcio † (antes de 592)
- Bonifácio † (antes de 592 - depois de 599)[4]
- João I † (mencionado em 649)
- João II † (antes de 680 - depois de 681)
- Cristóvão † (primeira metade do século VIII)
- Cirilo † (segunda metade do século VIII)[15]
- Constantino † (mencionado em 787)
- Hipásio †[16]
- João III †[16]
- Leão I (ou Leôncio) † (antes de 869 - depois de 886)[17]
- Anônimo (João IV[16]) † (mencionado em 901)
- Santo Eusébio ? †[18]
- Estêvão †[16]
- Leão II †[16]
- Doroteu †[16]
- Teofilato † (mencionado em 976)
- Eusébio † (mencionado em 982)
- Anônimo † (mencionado em 1001)
- Nicomedes † (mencionado em 1004)
- Leão Gramático †[16]
- Nicolau †[19]
- Estêvão † (antes de 1032 - depois de 1039)
- João V †[16]
  - Basílio † (circa 1078 - ?) (arcebispo eleito)[20]
- V. (Guilherme) † (antes de 1082 - depois de 1086)[21]
- Rangério, O.S.B. † (circa 1090[22] - 1096)
- Rogério I † (1099 - 1111)[23]
- Anônimo † (mencionado em 1112[24] e em 1116)
- Rodolfo †[16][25]
- Beraldo † (? - 1124)[26]
- Guilherme † (mencionado em 1131)
- Rogério II † (antes de 1146 - depois de 1170)[27]
- Tomás † (antes de 1179 - 1189)[28][29]
- Guilherme † (1190 - 1199 deceduto)[28]
- I. (Jaime ?) † (1199 - depois de 1202)[28]
- Geraldo, O.Cist. † (antes de 1215 - 1216)[28]
- Landão de Anagni † (1218[30] - 1232)[28]
  - Sede vacante (1232-1234)
- R. (Reinaldo) † (1234 - depois de 1235)[28]
  - Sede vacante[31]
- Vernâcio † (1252 - 1255)[28]
- Jaime de Castiglione † (1259 - 1277)[28]
  - Sede vacante (1277-1279)[32]
- Gentil, O.F.M. † (1279 - 1307)
- Tommaso Ruffo † (1307 - 1316)
- Guglielmo Logoteta † (1317 - circa 1320)
- Pietro, O.E.S.A. † (1321 - 1328)
- Pietro de Galganis † (1328 - 1354)
- Filippo Castigiol Morelli † (1354 - 1364)
- Carlo de Comite Urso † (1364 - ?)
- Tommaso della Porta † (1372 - 1381)
- Giordano Ruffo † (1382 - 1404)
  - Jacopo † (1390 - depois de 1395) (pseudobispo)
- Pietro Filomarini † (1404 - 1420)
  - Tommaso di Berengario † (1405 - ?) (pseudobispo - administrador apostólico)
- Bartolomeo Gattola † (1421 - 1426)
- Gaspare Colonna † (1426 - 1429)
- Paolo di Segni † (1429 - 1440)
- Guglielmo Logoteta † (1440 - 1449)
- Angelo de Grassis † (1449 - 1453)
- Matteo (Antonio) Ricci † (1453 - 1488)
- Marco Miroldi, O.P. † (1491 - 1496)
- Pietro Isvalies † (1497 - 1506)
- Francesco Isvalies † (1506 - 1512)
- Roberto Latino Orsini † (1512 - 1520)
  - Agostino Trivulzio † (1520) (administrador apostólico)
  - Pietro Trivulzio † (1520 - 1523) (administrador apostólico)
- Agostino Trivulzio † (1523 - 1529)
- Girolamo Centelles † (1529 - 1535)
  - Agostino Trivulzio † (1535 - 1537) (administrador apostólico)
- Agostino Gonzaga † (1537 - 1557)
- Gaspare Ricciulli Del Fosso, O.M. † (1560 - 1592)[33]
- Annibale D'Afflitto † (1593 - 1638)
  - Sede vacante (1638-1644)
- Gaspar de Creales Arce † (1644 - 1658)
- Matteo di Gennaro † (1660 - 1674)
- Martín Ibáñez y Villanueva † (1675 - 1695)
- Giovan Andrea Monreale † (1696 - 1726)
- Domingo Polou † (1727 - 1756)
- Domenico Zicari † (1757 - 1760)
- Matteo Gennaro Testa Piccolomini † (1761 - 1766)
- Alberto Maria Capobianco, O.P. † (1767 - 1792)
  - Sede vacante (1792-1797)
- Bernardo Maria Cenicola, O.F.M. Disc. † (1797 - 1814)
  - Sede vacante (1814-1818)
- Alessandro Tommasini † (1818 - 1826)
- Emanuele Bellorado, O.P. † (1828 - 1829)
- Leone Ciampa, O.F.M. Disc. † (1829 - 1836)
- Pietro di Benedetto † (1836 - 1855)
- Mariano Ricciardi † (1855 - 1871)
  - Francesco Saverio Basile † (1871 - 1871) (arcebispo eleito)[34]
- Francesco Converti, O.F.M. Obs. † (1872 - 1888)
- Gennaro Portanova † (1888 - 1908)
- Rinaldo Camillo Rousset, O.C.D. † (1909 - 1926)
- Carmelo Pujia † (1927 - 1937)
- Enrico Montalbetti † (1938 - 1943)
- Antonio Lanza † (1943 - 1950)
- Giovanni Ferro, C.R.S. † (1950 - 1977)
- Aurelio Sorrentino † (1977 - 1986)

### Sé de Bova
- Lucas I † (mencionado em 1094)
- Estevão † (mencionado em 1222)
- Arsênio † (mencionado em 1227)[35]
- Anônimo † (mencionado em 1269)[35]
- Anônimo † (mencionado em 1274/1280)[35]
- Cipriano † (antes de 1291 - depois de 1298)[35]
- Lucas II † (mencionado em 1305)
- Brás † (? - 1341)
- Nicolau, O.S.B.I. † (1341 - 1342)
- André † (1342 - ?)
- Nicodemos, O.S.B.I. † (1346 - ?)
- Basílio I † (1362 - 1364)
- Erasmos, O.S.B.I. † (1364 - ?)
- Serafino, O.P. † (1365 - ?)[36]
- Guilherme (ou Juliano) † (1375 - ?)
  - Giovanni Mela † (1384 - ?) (pseudobispo)
- Basílio II † (circa 1384 - ?)
- Estêvão † (? - 1405)
- Válter, O.E.S.A. † (1405 -depois de 1414)[37]
  - Pedro I † (24 febbraio 1410 - ?) (bispo eleito)
  - Giovanni Dominici † (1412 - 1419) (administrador apostólico)
- Pedro II ? † (circa 1420)
- Matteo della Scaglia, O.E.S.A. † (1424 - ?)
- Filippo Costulfaria † (1425 - 1435)
- Agostino Carapelle, O.E.S.A. † (1435 - 1435)
- Sânsio † (1435 - 1441)
- Jacobello, O.F.M. † (1441 - 1483)
- Procolo Curiale † (1483 - 1523)
- Donato Curiale † (1524 - 1549)
- Achille Brancia † (1549 - 1570)
- Giulio Staurieno, O.F.M. † (1571 - 1577)
- Giulio, O.P. ? † (1577 - 1577)
- Marcello Franci † (1577 - ?)
- Bartolomeo (ou Tolomeo) Corsini † (1587 - 1590 ou 1592)
- Giovanni Camerota † (1592 - 1622)
- Nicola Maria Madaffari † (1622 - 1627)
- Fabio Olivadisi † (1627 - 1646)
- Martino Megale † (1646 - 1656)
- Bernardino d'Aragona † (1657 - 1669)
- Marcantonio Contestabili † (1669 - 1699)
- Francesco Antonio Gaudiosi † (1699 - 1714)
  - Sede vacante (1714-1718)
- Paolo Stabile, O.M. † (1718 - 1729)
- Giuseppe Barone † (1729 - 1731)
- Tommaso Giosafat Molina † (1731 - 1735)
- Domenico de Marzano † (1735 - 1752)
- Stefano Morabito † (1752 -1764)
- Antonio Spedalieri † (1764 - 1791)
- Giuseppe Martini † (1792 - 1802)
  - Sede vacante (1802-1819)
- Nicola Maria Laudisio, C.SS.R. † (1819 - 1824)
- Giovanni Corcione † (1824 - 1830)
- Giuseppe Maria Giove, O.F.M. † (1832 - 1834)
- Vincenzo Rozzolino † (1835 - 1849)
- Pasquale Taccone † (1849 - 1850)
- Raffaele Ferrigno † (1851 - 1856)
- Dalmazio D'Andrea, O.F.M. Cap. † (1856 - 1870)
- Antonio Piterà † (1871 - 1876)
- Nicola de Simone † (1877 - 1895)
- Raffaele Rossi † (1895 - 1899)
- Domenico Pugliatti † (1900 - 1914)
- Paolo Albera † (1915 - 1921)
- Andrea Taccone † (1923 - 1929)
  - Sede vacante (1929-1933)
- Giuseppe Cognata, S.D.B. † (1933 - 1940)
- Enrico Montalbetti † (1941 - 1943)
- Antonio Lanza † (1943 - 1950)
- Giovanni Ferro, C.R.S. † (1950 - 1960)
- Giuseppe Lenotti † (1960 - 1962)
- Aurelio Sorrentino † (1962 - 1966)
  - Sede vacante (1966-1973)
- Giovanni Ferro, C.R.S. † (1973 - 1977) (pela segunda vez)
- Aurelio Sorrentino † (1977 - 1986) (pela segunda vez)

### Sé unida Régio da Calábria-Bova
- Aurelio Sorrentino † (1986 - 1990)
- Vittorio Luigi Mondello (1990 - 2013)
- Giuseppe Fiorini Morosini, O.M. (2013 - 2021)
- Fortunato Morrone (desde 2021)

### Para Reggio Calabria
- Ferdinando Ughelli, Italia sacra (em latim), vol. IX, seconda edizione, Venezia, 1721, coll. 315-338
- Paul Fridolin Kehr, Italia Pontificia (em latim), X, Berlim, 1975, pp. 15–24
- Francesco Lanzoni, Le diocesi d'Italia dalle origini al principio del secolo VII (an. 604) (em italiano), vol. I, Faenza, 1927, pp. 337–339
- Norbert Kamp, Kirche und Monarchie imstaufischenKönigreichSizilien (em alemão), vol 2, ProsopographischeGrundlegung: Bistümer und BischöfedesKönigreichs 1194 - 1266; Apulien und Kalabrien, München, 1975, pp. 916–936
- Domenico Taccone-Gallucci, Regesti dei Romani Pontefici per le chiese della Calabria (em italiano), Roma, 1902, pp. 399–402
- Domenico Spanò Bolani, Storia di Reggio di Calabria da' tempi primitivi sino all'anno di Cristo 1797 (em italiano), vol. II, Napoli, 1857, tavola IV, Cronaca de' vescovi ed arcivescovi di Reggio, pp. 233–253
- Tommaso Rossi, Reggio (em italiano), in Vincenzio D'Avino, Cenni storici sulle chiese arcivescovili, vescovili, e prelatizie (nullius) del regno delle due Sicilie, Napoli, 1848, pp. 562–566
- Giuseppe Cappelletti,  Le chiese d'Italia della loro origine sino ai nostri giorni, vol. XXI, Venezia, 1870, pp. 151–164
- Pius Bonifacius Gams, Series episcoporum Ecclesiae Catholicae (em latim), Graz, 1957, pp. 916–917
- Konrad Eubel, Hierarchia Catholica Medii Aevi (em latim), vol. 1, p. 418; vol. 2, p. 222; vol. 3, p. 284; vol. 4, p. 294; vol. 5, p. 332; vol. 6, p. 356

### Para Bova
- Ferdinando Ughelli, Italia sacra (em latim), vol. IX, seconda edizione, Venezia, 1721, coll. 338-342
- Francesco Lanzoni, Le diocesi d'Italia dalle origini al principio del secolo VII (an. 604) (em italiano), vol. I, Faenza, 1927, p. 344
- Paul Fridolin Kehr, Italia Pontificia (em latim), X, Berlim, 1975, pp. 49–50
- Norbert Kamp, Kirche und Monarchie imstaufischenKönigreichSizilien (em alemão), vol 2, ProsopographischeGrundlegung: Bistümer und BischöfedesKönigreichs 1194 - 1266; Apulien und Kalabrien, München, 1975, pp. 937–938
- Domenico Taccone-Gallucci, Regesti dei Romani Pontefici per le chiese della Calabria (em italiano), Roma, 1902, pp. 402–404
- Giuseppe Autelitano, Bova (em italiano), in Vincenzio D'Avino, Cenni storici sulle chiese arcivescovili, vescovili, e prelatizie (nullius) del regno delle due Sicilie, Napoli, 1848, pp. 74–79
- Giuseppe Cappelletti,  Le chiese d'Italia della loro origine sino ai nostri giorni (em italiano), vol. XXI, Venezia, 1870, pp. 172–175
- Pius Bonifacius Gams, Series episcoporum Ecclesiae Catholicae (em latim), Graz, 1957, pp. 860–861
- Konrad Eubel, Hierarchia Catholica Medii Aevi (em latim), vol. 1, p. 143; vol. 2, p. 109; vol. 3, p. 138; vol. 4, p. 119; vol. 5, p. 125; vol. 6, p. 129